# Lois Jones (científica)
Lois M. Jones (Berea, Ohio; 1935–Columbus, Ohio; 13 de marzo de 2000) fue una geoquímica estadounidense que dirigió en 1969 el primer equipo científico de mujeres a la Antártida y fueron también las primeras mujeres que alcanzaron el Polo sur. Jones fue reconocida por su contribución a la geología de los Valles Secos de McMurdo, una de las pocas áreas libres de hielo de la Antártida.

## Primeros años y educación
Jones completó sus títulos de grado (Bachelor of Science) y máster (Master of Science) en Química, así como su doctorado en Geología en 1969, en la Universidad Estatal de Ohio, donde trabajó con Gunter Faure. Utilizando muestras geológicas de los Valles Secos de la Antártida para su tesis doctoral, "La aplicación de isótopos de estroncio como trazadores naturales: el origen de las sales en los lagos y tierras meridionales de la Tierra de Victoria, Antártida", Jones investigó cómo las comunidades del suelo del océano meridional respondían a los cambios climáticos. Mientras que las muestras para su tesis doctoral provenían de compañeros varones que las habían recogido en la Antártida para el Instituto de Estudios Polares (actualmente Centro para la Investigación Climática y Polar Byrd), Jones quería llevar a cabo su propio trabajo de campo en la Antártida para recoger muestras del lecho rocoso para posteriores investigaciones sobre el contenido de sal de un afluente del lago Vanda, uno de los lagos del Valle Seco.[cita requerida]

## Carrera e impacto

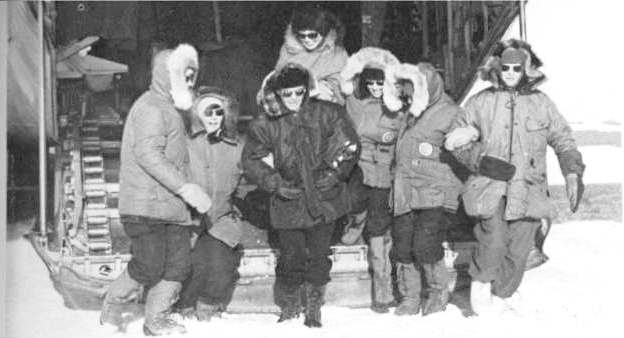
Las primeras mujeres en el Polo Sur: Pam Young, Jean Pearson, Lois Jones, Eileen McSaveney, Kay Lindsay and Terry Tickhill. En el centro, el Almirante Welch.

Jones dirigió el primer equipo de mujeres a la Antártida con el Programa de Investigación Antártica de los Estados Unidos (EE. UU.) en el curso 1969–1970.
Cuando Jones presentó un proyecto de investigación antártica a la Fundación Nacional para la Ciencia de Estados Unidos, las mujeres todavía estaban vetadas de ir al continente con el programa estadounidense por la Armada de los EE. UU.. Colin Bull, entonces director del Instituto de Estudios Polares, intentó durante varios años persuadir a la Armada para permitir a científicas viajar a la Antártida y apoyó la propuesta de Jones. Finalmente, la Armada aceptó el proyecto. Se establecieron dos condiciones: el equipo debía estar compuesto exclusivamente por mujeres y habría de permanecer durante la mayor parte del tiempo realizando trabajo de campo en el Valle de Wright, en lugar de viviendo en la base McMurdo, la estación antártica de investigación de los Estados Unidos.
El equipo del estado de Ohio liderado por Jones incluía a la geóloga Eileen McSaveney, la bióloga Kay Lindsay y la química Terry Lee Tickhill. Durante cuatro meses recogieron información y muestras de rocas en los Valles Secos de McMurdo de la Antártida. El equipo también brevemente visitó el Polo sur a consecuencia de una petición de Jones durante su estancia en la base McMurdo. Jones quería una visión aérea de la geología de la zona en la que trabajaría su equipo y solicitó unirse a un vuelo de suministros al Polo sur. Finalmente fueron invitadas las siete mujeres que estaban presentes en ese momento en la Antártida: Jones y su equipo, la bióloga neozelandesa Pam Young, la reportera de la Prensa Libre de Detroit Jean Pearson y la investigadora estadounidense Christine Muller-Schwarze. Todas las científicas aceptaron excepto Muller-Schwarze, quien declinó la oferta para no interrumpir su trabajo de campo sobre los pingüinos en Cabo Crozier. El 12 de noviembre de 1969, fueron las primeras mujeres en alcanzar el Polo sur.
Tras una temporada próspera, Jones y su equipo regresaron al Instituto de Estudios Polares, realizaron análisis de las muestras de rocas recogidas y publicaron numerosos artículos con sus hallazgos. Jones se convirtió en profesora asistente en el Departamento de Geología de la Universidad de Georgia como investigadora principal en geología petrolífera. Después consiguió un puesto como profesora asistente de geología en la Universidad Estatal de Kansas. También trabajó durante dieciséis años en Conoco. Tras jubilarse, Jones fue voluntaria en el Programa "Inglés como segunda lengua" en Columbus, Ohio.
Los documentos de Lois M. Jones fueron donados en su testamento Programa de archivo del Centro de Investigación Climática y Polar Byrd de la Universidad Estatal de Ohio. Esta colección especial incluye 18,275 diapositivos de 35 mm que documentan las investigaciones de Jones con el Instituto de Estudios Polares y la expedición científica de mujeres a la Antártida que lideró en 1969.

## Legado
Jones creó la beca de investigación en Ciencias Geológicas Lois M. Jones y la beca de investigación en Cáncer Lois M. Jones en la Universidad Estatal de Ohio. La "Jones Terrace" es una prominente terraza libre de hielo localizada al sur del monte Peleus.